# Primera División de Antigua y Barbuda
La Liga Premier de Antigua y Barbuda, llamada Digicel/Red Stripe Premier Division por razones de patrocinio, es la liga principal de fútbol en Antigua y Barbuda, se disputa desde 1928, pero no fue hasta 1962 cuando se empezaron a recavar los primeros datos de la liga teniendo al Arsenal como el primer campeón registrado. La liga es organizada por la Asociación de Fútbol de Antigua y Barbuda.

## Formato
El campeonato se juega entre septiembre y marzo con el sistema de todos contra todos a 2 vueltas, completando 18 fechas. Quien consiga más puntos es el campeón. El último y el penúltimo clasificado descienden a Segunda División, mientras que el antepenúltimo clasificado juega una promoción contra el ganador del playoff por el tercer lugar de la segunda categoría.
Desde la temporada 2009-10, los equipos de Antigua y Barbuda no participan en el Campeonato de Clubes de la CFU ni en la Liga de Campeones.

## Equipos 2024-25
| Equipo            | Ciudad               | Estadio               |
| ----------------- | -------------------- | --------------------- |
| All Saints United | All Saints           | ABFA Technical Center |
| Attacking Saints  | All Saints           | ABFA Technical Center |
| Five Islands      | Five Islands Village | ABFA Technical Center |
| Garden Stars      | Liberta Village      | ABFA Technical Center |
| Green City        | Bendals              | ABFA Technical Center |
| Grenades          | Saint John           | ABFA Technical Center |
| Hoppers           | Saint John           | ABFA Technical Center |
| John Hughes       | Swetes               | ABFA Technical Center |
| Old Road          | Old Road             | ABFA Technical Center |
| Parham            | Parham               | ABFA Technical Center |
| Pigotts           | Pigotts              | ABFA Technical Center |
| Potters Tigers    | Potters Village      | ABFA Technical Center |
| Villa Lions       | Saint John           | ABFA Technical Center |
| Willikies         | Willikies            | ABFA Technical Center |

## Temporadas
| Temporada | Campeón            | Subcampeón        |
| --------- | ------------------ | ----------------- |
| 1962      | Arsenal            |                   |
| 1963-1966 | Desconocido        | Desconocido       |
| 1967      | Pan Am Jets        |                   |
| 1968      | No otorgado        | No otorgado       |
| 1969-70   | Empire             |                   |
| 1970      | Empire             |                   |
| 1971      | Empire             |                   |
| 1972      | Empire             |                   |
| 1973      | Empire             |                   |
| 1974-75   | Empire             |                   |
| 1975-76   | Supa Stars         |                   |
| 1976-77   | Supa Stars         |                   |
| 1977-78   | Five Islands       |                   |
| 1978-79   | Empire             |                   |
| 1979-1982 | Desconocido        | Desconocido       |
| 1983      | Lion Hill Spliff   |                   |
| 1983-84   | Villa Lions        |                   |
| 1984-85   | Liberta            |                   |
| 1985-86   | Villa Lions        |                   |
| 1986-87   | Liberta            |                   |
| 1987-88   | Empire             |                   |
| 1988-89   | Desconocido        | Desconocido       |
| 1989-90   | J & J Construction |                   |
| 1990-91   | Desconocido        | Desconocido       |
| 1991-92   | Empire             |                   |
| 1992-93   | Desconocido        | Desconocido       |
| 1993-94   | Lion Hill Spliff   |                   |
| 1994-95   | English Harbour    |                   |
| 1995-96   | English Harbour    |                   |
| 1996-97   | English Harbour    |                   |
| 1997-98   | Empire             | English Harbour   |
| 1998-99   | Empire             | Parham            |
| 1999-00   | Empire             | English Harbour   |
| 2000-01   | Empire             | Bassa             |
| 2001-02   | Parham             | Empire            |
| 2002-03   | Parham             | SAP               |
| 2003-04   | Bassa              | SAP               |
| 2004-05   | Bassa              | Hoppers           |
| 2005-06   | SAP                | Hoppers           |
| 2006-07   | Bassa              | SAP               |
| 2007-08   | Bassa              | Hoppers           |
| 2008-09   | SAP                | Hoppers           |
| 2009-10   | Bassa              | Old Road          |
| 2010-11   | Parham             | Hoppers           |
| 2011-12   | Old Road           | All Saints United |
| 2012-13   | Old Road           | Hoppers           |
| 2013-14   | SAP                | Parham            |
| 2014-15   | Parham             | Hoppers           |
| 2015-16   | Hoppers            | Grenades          |
| 2016-17   | Parham             | Hoppers           |
| 2017-18   | Hoppers            | Five Islands      |
| 2018-19   | Liberta            | Hoppers           |
| 2019-20   | Abandonado         | Abandonado        |
| 2020-21   | No disputado       | No disputado      |
| 2021-22   | No disputado       | No disputado      |
| 2022-23   | Grenades           | All Saints United |
| 2023-24   | All Saints United  | Grenades          |
| 2024-25   | All Saints United  | Grenades          |

## Títulos por club
| Club                            | Campeón | Años campeón                                                                 |
| ------------------------------- | ------- | ---------------------------------------------------------------------------- |
| Empire                          | 13      | 1969, 1970, 1971, 1972, 1973, 1975, 1979, 1988, 1992, 1998, 1999, 2000, 2001 |
| Parham                          | 6       | 1990, 2002, 2003, 2011, 2015, 2017                                           |
| Five Islands                    | 5       | 1978, (Otros se desconocen)                                                  |
| Bassa                           | 5       | 2004, 2005, 2007, 2008, 2010                                                 |
| Lion Hill Spliff                | 4       | 1983, 1994, (Otros se desconocen)                                            |
| English Harbour                 | 3       | 1995, 1996, 1997                                                             |
| SAP                             | 3       | 2006, 2009, 2014                                                             |
| Pan Am Jets (Incluye Arsenal) † | 2       | 1962, 1967                                                                   |
| Supa Stars †                    | 2       | 1976, 1977                                                                   |
| Villa Lions                     | 2       | 1984, 1986                                                                   |
| Liberta †                       | 2       | 1985, 1987                                                                   |
| Old Road                        | 2       | 2012, 2013                                                                   |
| Hoppers                         | 2       | 2016, 2018                                                                   |
| All Saints United               | 2       | 2023-24, 2024-25                                                             |
| Liberta                         | 1       | 2018-19                                                                      |
| Grenades                        | 1       | 2022-23                                                                      |

- † Equipo desaparecido.

## Principales goleadores

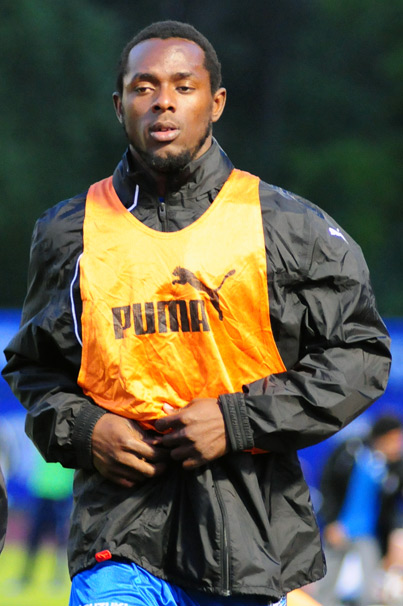
Peter Byers, goleador de la temporada 2004-05.

| Año     | Goleador(s)       | Club(s)           | Goles |
| ------- | ----------------- | ----------------- | ----- |
| 2000/01 | Conrad Whyte      | Empire FC         | 21    |
| 2001/02 | Conrad Whyte      | Empire FC         | 26    |
| 2002/03 | Rackley Thomas    | SAP FC            | 20    |
| 2004/05 | Peter Byers       | SAP FC            | 18    |
| 2006/07 | Ranjae Christian  | Bassa SC          | 15    |
| 2008/09 | Stefan Smith      | Old Road FC       | 17    |
| 2009/10 | Kelly Frederick   | Hoppers FC        | 15    |
| 2024/25 | Raheem Deterville | All Saints United | 19    |

## Clasificación histórica
- Clasificación histórica de la Primera División de Antigua y Barbuda desde la temporada 2000-01 bajo el nombre de la ABFA Premier League hasta la terminada temporada 2019-20.
- En color azul los equipos que disputan la Primera División de Antigua y Barbuda 2022-23.
- En color verde los equipos que disputan la Primera Liga de Antigua y Barbuda 2022-23.
- En color amarillo los equipos que disputan la Segunda Liga de Antigua y Barbuda 2022-23

| N.º | Club            | Temp. | P.D. | P.G. | P.E. | P.P. | G.F. | G.C. | Dif. | Puntos |
| --- | --------------- | ----- | ---- | ---- | ---- | ---- | ---- | ---- | ---- | ------ |
| 1   | Empire          | 1     | 22   | 19   | 1    | 2    | 73   | 16   | +57  | 58     |
| 2   | Bassa           | 1     | 22   | 11   | 4    | 7    | 54   | 40   | +14  | 37     |
| 3   | SAP             | 1     | 22   | 10   | 3    | 9    | 42   | 35   | +7   | 33     |
| 4   | English Harbour | 1     | 22   | 9    | 4    | 9    | 30   | 25   | +5   | 31     |
| 5   | Villa Lions     | 1     | 22   | 8    | 6    | 8    | 49   | 47   | +2   | 30     |
| 6   | Old Road        | 1     | 22   | 8    | 6    | 8    | 40   | 46   | -6   | 30     |
| 7   | Parham          | 1     | 22   | 7    | 8    | 7    | 28   | 26   | +2   | 29     |
| 8   | Pigotts Bullets | 1     | 22   | 8    | 5    | 9    | 27   | 31   | -4   | 29     |
| 9   | Future Stars    | 1     | 22   | 8    | 3    | 11   | 33   | 39   | -6   | 27     |
| 10  | Jennings United | 1     | 22   | 5    | 8    | 9    | 31   | 38   | -7   | 23     |
| 11  | Police          | 1     | 22   | 6    | 4    | 12   | 29   | 61   | -32  | 22     |
| 12  | Lion Hill       | 1     | 22   | 5    | 4    | 13   | 26   | 50   | -24  | 19     |